# American Society of Landscape Architects

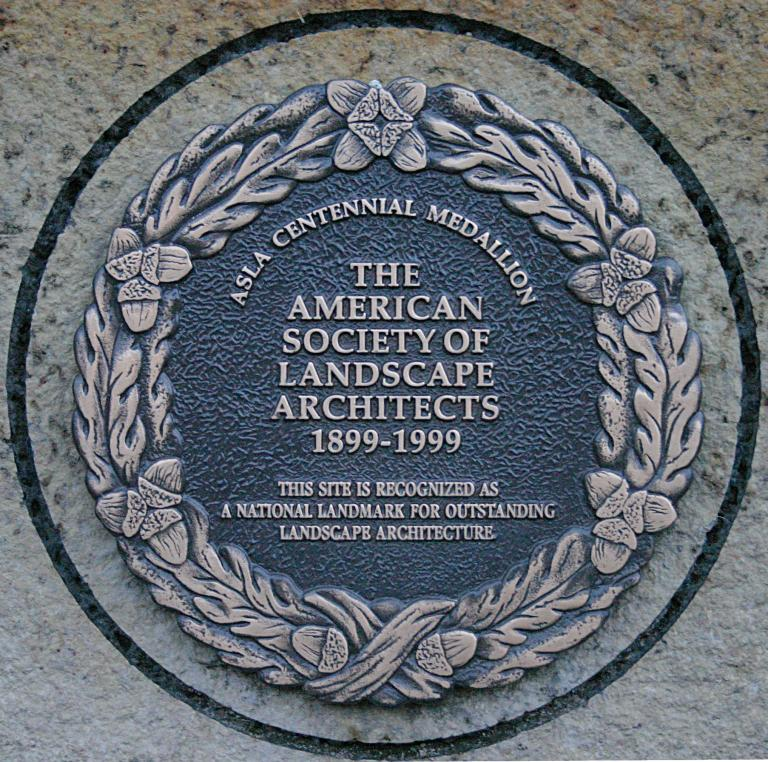
Un des médaillons du centenaire (1999) qui a été décerné à l'Iowa State University pour son Central Campus.

L'American Society of Landscape Architects (ASLA, français : Association américaine des architectes paysagistes) est l'association américaine regroupant architectes paysagistes, paysagistes et urbanistes, comptant plus de  18 000 membres et 48 branches qui représentent les cinquante États, les territoires américains et 42 pays à travers le monde, ainsi que 68 branches d'étudiants. L'association a été fondée le 4 janvier 1899 en raison d'un besoin de formaliser cette pratique ainsi que son nom, faisant des États-Unis le premier État au monde à reconnaître la profession d'architecte paysagiste. principal de diriger, d'éduquer et de participer à la gestion, la planification et la conception artistique de l'environnement culturel et naturel.